# 1. Violinkonzert (Schostakowitsch)
Das Konzert für Violine und Orchester a-Moll op. 77 wurde 1947/48 von Dmitri Schostakowitsch komponiert und ist das erste von zwei Violinkonzerten des Komponisten. Es wurde erst 1955 uraufgeführt und 1956 zunächst als op. 99 veröffentlicht. Schostakowitsch widmete das Konzert seinem Freund, dem Geiger David Oistrach.

## Entstehung
Schostakowitsch begann mit der Komposition des 1. Violinkonzerts am 21. Juli 1947 und beendete sie am 24. März 1948. Er gab dem Violinkonzert die Opuszahl 77. Infolge des Kalten Krieges und einer sich verschärfenden Kulturpolitik in der Sowjetunion unter Andrei Schdanow kam es am 20. Februar 1948 zu einem Beschluss des ZK der KPdSU gegen „Formalismus und Volksfremdheit“ in der Musik. Namentlich erwähnt wurden Schostakowitsch, Sergei Prokofjew, Aram Chatschaturjan und weitere sowjetische Komponisten. Ihnen wurden „formalistische Verzerrungen und antidemokratische Tendenzen, die dem Sowjetvolk und seinem künstlerischen Geschmack fremd sind“, vorgeworfen. Schostakowitsch verlor daraufhin seine Lehrämter am Konservatorium in Leningrad und in Moskau. So blieb das Violinkonzert für sieben Jahre in der Schublade. Auch Schostakowitschs Engagement für die jüdische Volksmusik, das sich im Violinkonzert und besonders auch in dem 1948 komponierten Liederzyklus „Aus jüdischer Volkspoesie“ op. 79 zeigt, ließ eine Aufführung dieser Werke während der antizionistischen Kampagne der Regierungspartei von 1948 nicht zu, und so blieben beide zunächst unveröffentlicht. Erst zwei Jahre nach dem Tode Stalins (1953) mit dem Einsetzen der sog. Tauwetter-Periode in der Sowjetunion unterzog Schostakowitsch die Komposition seines Violinkonzerts einer geringfügigen Überarbeitung, zu der er für den Part der Solo-Violine wie schon im Frühjahr 1948 bei der Komposition David Oistrach hinzuzog. Am 29. Oktober 1955 wurde das 1. Violinkonzert im Großen Saal der Leningrader Philharmonie durch David Oistrach mit den Leningrader Philharmonikern unter der Leitung von Jewgeni Mrawinski uraufgeführt. Im Jahr 1956 wurde das Werk unter der gegen den Willen Schostakowitschs geänderten Opuszahl 99 veröffentlicht.

## Werkbeschreibung
Besetzung: Solovioline, 3 Flöten, 3 Oboen, 3 Klarinetten, 3 Fagotte, 4 Hörner, 1 Tuba, Pauken, Schlagzeug (Tamburin, Tamtam, Xylophon), 2 Harfen, Celesta, I. Violine, II. Violine, Viola, Violoncello, Kontrabass
Satzfolge:
1. Nocturne (Moderato – Meno mosso – Tempo I)
2. Scherzo (Allegro – Poco più mosso – Allegro – Poco più mosso)
3. Passacaglia (Andante) – Cadenza
4. Burlesque (Allegro con brio – Presto)

Mit dieser Satzfolge weicht das Werk vom traditionellen dreisätzigen Schema eines Solokonzerts mit einem schnellen ersten Satz, einem langsamen Mittelsatz und einem schnellen Schlusssatz ab. Auch die Satzbezeichnungen „Nocturne“ und „Burlesque“ entsprechen weniger einem Solokonzert als vielmehr einer romantischen Sinfonie. Das Konzert wird deshalb von einigen auch als eine „Symphonie mit obligater Violine“ bezeichnet.
Der 1. Satz, Nocturne (Moderato) (ca. 11'), hat eine düstere, bedrückende Grundstimmung und wirkt eher kammermusikalisch. „Innerhalb des Konzerts erscheint er wie ein selbständiger Prolog.“ Das Nocturne gleicht einem „einsamen Gesang, geschrieben in finsterster Nacht“. Der Satz „entwickelt sich in breitem melodischem Fluss, in ruhiger Bewegung, hier gibt es keine kontrastierenden Themen. Haupt- und Seitenthema ergänzen einander.“ Die Geige nimmt zunächst das 1. Thema des 1. Satzes in den tiefen Streichern auf, versucht sich dann aber von diesem dunklen Sog zu befreien und verstrickt sich doch dabei immer mehr darin. Celesta-Klänge führen in unwirtliche, ferne Traumwelten. Dass der Komponist selbst betroffen ist, lässt die auch später immer wieder auftauchende Notenfolge D – Es – C – H, die Chiffre seines Namens (D. Sch.), ahnen.
Der 2. Satz, ein Scherzo (Allegro) (ca. 7'), steht in großem Kontrast zum 1. Satz. Das Scherzo ist sehr schnell und stellt an den Solo-Violinisten spieltechnisch höchste Anforderungen. Auch kompositionstechnisch ist der Satz höchst komplex. Eine Deutung als (nicht reine) Sonatenform ist dabei hilfreich:
- Exposition: Hauptthema. Der Satz beginnt in b-Moll, das Hauptthema (Thema A), das bereits zu Beginn gespielt wird (Flöte und Baßklarinette), ist eine Anlehnung aus dem Prolog von Mussorgskis Oper Boris Godunow: Der Zar Boris ist unrechtmäßig an die Macht gekommen und verübt im Namen des Volkes Gräueltaten, er versteht sich als Vollstrecker des Volkswillen. Es liegt also nahe, das Thema A als ein Stalin-Thema zu verstehen. Das Thema B ist eine Abwandlung eines Themas, das Schostakowitsch häufig zur Darstellung der Skrupellosigkeit und Gewalt verwendet, zum Beispiel in seiner Oper Lady Macbeth. Das Stalin-Thema (Thema A), zu Beginn des Satzes Gewalt-Thema (Thema B) auf der Violine zurückhaltend begleitet, wird vom Gewalt-Thema überwältigt und im Fortissimo auf der Solovioline von diesem gespiegelt. Beide Themen werden miteinander gekoppelt und mehrfach wiederholt.
- Exposition: Nebenthema. Dann wechselt die Tonart auf H-Dur und die Oboe trägt die Chiffre D - Es - C - H vor, sie wird auch von der Solovioline übernommen, geht aber im Strudel wieder unter, der Takt wird schneller, die Ton-Art geht auf b-Moll zurück und A- und B-Thema kehren zurück und verschmelzen endgültig zu einer Einheit.
- Übergang von der Exposition zur Durchführung: Epilog. Plötzlich wechselt die Ton-Art auf e-Moll und ein jüdischer Tanz erklingt in den Holzbläsern und auf dem Xylophon. Es ist ein grotesker, sich immer weiter steigernder dämonischer Tanz gegen den Tod,[13] „bei dem man nicht weiß, ob da mit der Gewalt oder gegen die Gewalt getanzt wird.“[14] Die Solovioline versucht mit zu tanzen, scheint aber unentschlossen. Die Streicher mischen sich wie Wachmänner ein, aber die Solovioline gibt nicht auf, bis in einem Fortissimo das Gewaltthema (Thema B) die Solovioline von ihrem Vorhaben abzubringen scheint. Trotzig setzt die Solovioline nach kurzer Pause wieder an und spielt die jüdische Melodie komplett.
- Durchführung in Fugenform. Der Takt verlangsamt sich wieder und die Ton-Art ist wieder wie am Anfang b-Moll. Das Stalin- und das Gewalt-Thema erklingen zunächst gleichberechtigt neben dem Schostakowitsch-Thema, bruchstückhaft ist der jüdische Tanz zu hören. Aber gegen Ende dominieren das Stalin-Thema (Thema A) und das Gewalt-Thema (Thema B): Sie behaupten sich und scheinen die anderen zwei Themen in ihren Rhythmus hineinzwingen zu wollen.
- Reprise: Der Takt wird schneller, die Ton-Art wechselt zu B-Dur. Mitten unter Dissonanzen verschmelzen das Schostakowitsch- und das jüdische Tanz-Thema, sie können sich aber nicht halten und werden vom neuerlichen Einsetzen der Themen A und B verdrängt. Damit endet der Satz.

Interessanterweise verschmelzen das Schostakowitsch- und das jüdische Tanz-Thema zu einer Einheit, bevor sie verschwinden. Dies wird von Musikologen wie Braun und Arnemann als Identifikation Schostakowitschs mit der Unterdrückung der jüdischen Kultur unter Stalin gedeutet.
Der 3. Satz (ca. 12') besteht aus einer Passacaglia (Andante) und einer anschließenden großen Solo-Kadenz der Violine. Es ist der zentrale und gewichtigste Satz des Konzerts. Der Basso ostinato der Passacaglia schreitet majestätisch, aber unerbittlich voran und erinnert mit seinem Klopfmotiv an ein „Schicksalsmotiv“. Das Ostinato-Motiv erweist sich als eine Variante des Gewaltmotivs (Thema B aus dem Scherzo). Die Solo-Violine umspielt mit einem Klagelied, „dessen kleinteilige Motivbildungen an traditionelle Synagogenmusiken erinnern“ dieses Ostinato-Motiv. „Auf dem Höhepunkt des Satzes singt die Geige, die Seele des Konzerts, das Ostinato“ sie kann dem übermächtigen Passacaglia-Thema nicht entkommen. Wie schon im 1. Satz „erfasst ein Allgemeines den Einzelnen. Wie auch immer man sich dreht und wendet, man kommt nicht unbeschädigt aus der Welt heraus.“ Erst als die Passacaglia im Orchester verklungen ist und die Geige mit Seufzern geendet hat, setzt die Solo-Violine mit einer meditativen Kadenz ein, zunächst tastend und suchend, dann immer freier und virtuoser. Umfang und Gehalt der Kadenz entsprechen fast einem selbständigen Satz. „Hier leben Nachklänge der Stimmungen und Bilder von Adagio, Scherzo und Passacaglia wieder auf“: das D - Es - C - H-Motiv erscheint wieder und auf dem Höhepunkt erklingt der jüdische Totentanz in sehr hoher Lage wie ein Schrei. Hier „fiebert die Angst einer ganzen Epoche mit“.
4. Satz, Burlesque (Allegro con brio – Presto) (ca. 5'): Attacca geht die Solo-Kadenz in einem orchestralen Ausbruch in den 4. Satz über. Die Geige wird brüsk aus ihrer fast übermütig gewordenen Stimmung gerissen und muss wieder in die Wirklichkeit zurückfinden. Es entwickelt sich ein grotesker Tanz, bei dem man den Eindruck bekommt, „alles gerät außer Kontrolle.“ In seiner aufgesetzten Fröhlichkeit, dem Taumel, der Ausgelassenheit und mit seinen volkstümlichen russischen Melodien steht diese Burleske im Gegensatz zu den vorhergehenden Sätzen. „Zuweilen ist das Spiel von Skomorochen (Wandermusikanten) zu hören“ und aus dem Orchester kommen mehrmals verstörende Bordun-Klänge. Das Thema der Passacaglia erscheint wieder, dieses Mal aber burlesk überdreht. „Über dem Getriebe lastet das Verhängnis.“ „Es ist eine Burleske des Grauens. Das schafft Schostakowitsch durch den Rhythmus, der nie aufhört.“ Für Sigrid Neef sind in diesem Satz „zwei musikalische und zwei geistige Schichten angelegt. Es handelt sich um kein nostalgisch verklärtes Volksfest, sondern um eine offiziöse Feierlichkeit. Und trotzdem ist es auch ein Fest des Volkes. Gemeint ist ein Tanzen, bei dem die anbefohlene Festlichkeit von innen her umgedeutet wird. Tanzen wird hier zu einer Modalität, der Welt zu widerstehen, sich in Harmonie zu bringen und um sich selbst kreisend einen eigenen Mittelpunkt zu setzen.“

## Rezeption
Über die Uraufführung am 29. Oktober 1955 in Leningrad berichtet Isaak Glikman, ein Freund Schostakowitschs: „Am 29. Oktober 1955 fand das lang erwartete Konzert statt und hatte einen gigantischen Erfolg. Das Finale wurde auf Verlangen des Publikums wiederholt.“ Die erste Aufführung im westlichen Ausland, wieder mit David Oistrach an der Violine, fand bereits am 29. Dezember 1955 in der Carnegie Hall in New York mit den New Yorker Philharmonikern unter der Leitung von Dimitri Mitropoulos statt. Mit derselben Besetzung wurde das Konzert auch am 2. Januar 1956 in New York zum ersten Mal für die Schallplatte aufgezeichnet. In der sowjetischen Presse wurde das Werk weitgehend totgeschwiegen. Erst ein Artikel von David Oistrach in der Zeitschrift „Sowjetskaja musyka“ im Juli 1956 brach den Bann: „Seit der Uraufführung des neuen Violinkonzerts von Schostakowitsch ist bereits ein halbes Jahr vergangen, aber bis heute ist noch kein Artikel, keine Besprechung dieses hervorragenden Werkes erschienen. Gewiss, Totschweigen ist auch eine Art von Kritik.“
Seither ist das Werk eines der bekanntesten von Schostakowitsch und wird weitaus häufiger gespielt als sein Violinkonzert Nr. 2 in cis-Moll, op. 129 aus dem Jahre 1967, das ebenfalls David Oistrach zum Widmungsträger hat.

## Diskografie (Auswahl)
- David Oistrach (Violine), New Yorker Philharmoniker, Dimitri Mitropoulos (Dirigent), Columbia, USA, ML 5077 (Erstaufnahme vom 2. Januar 1956)
- David Oistrach plays Shostakovich, Violin Concerto No. 1, op. 99, The Leningrad Philharmonic Orchestra, Eugen Mrawinsky, conductor, Label: A Monitor Collections Series Compact Disc, MCD 62014
- Shostakovich, Violin Concertos Nos. 1 & 2, Maxim Vengerov, Violine und das London Symphony Orchestra, Dirigent: Mstislav Rostropovich (1994), Label: Elatus, Warner Classics 2002
- Shostakovich, Violin Concertos 1 & 2, Christian Tetzlaff, Violine und das Helsinki Philharmonic Orchestra, Dirigent: John Storgårds, Label: Ondine, 2014
- Dmitri Schostakowitsch: Konzert für Violine und Orchester Nr. 1 a-Moll, op. 77, Daniel Hope, Violine, BBC Symphony Orchestra, London, Leitung: Maxim Schostakowitsch, Label: WEA International

Ausführliche Diskographie siehe: 
und